# Christian Mentzel

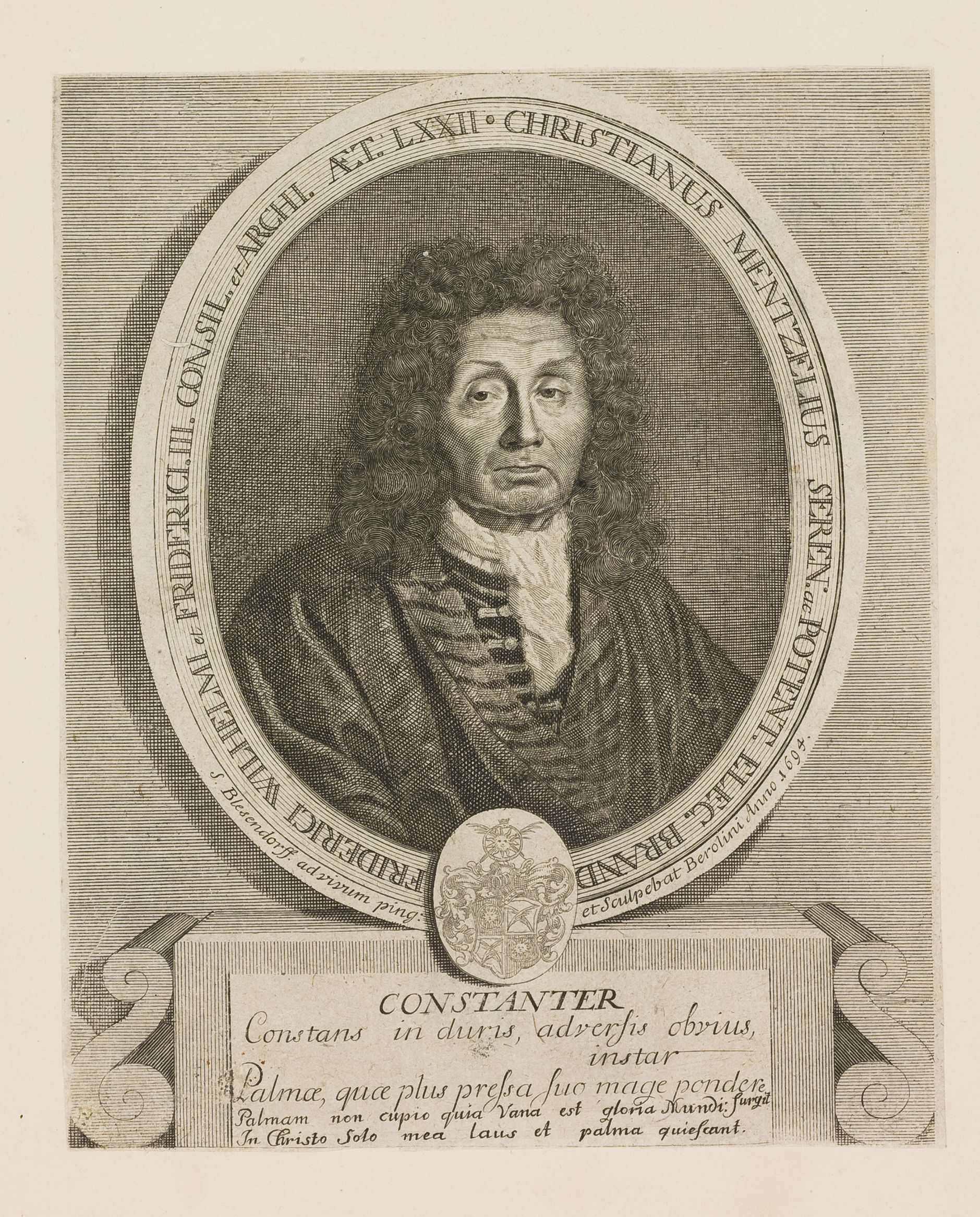
Christian Mentzel

Christian Mentzel (ou Christianus Mentzelius) (Fürstenwalde/Spree, 15 de junho de 1622 - Berlim, 27 de janeiro de 1701) foi um médico, botânico e sinólogo alemão.

## Homenagens

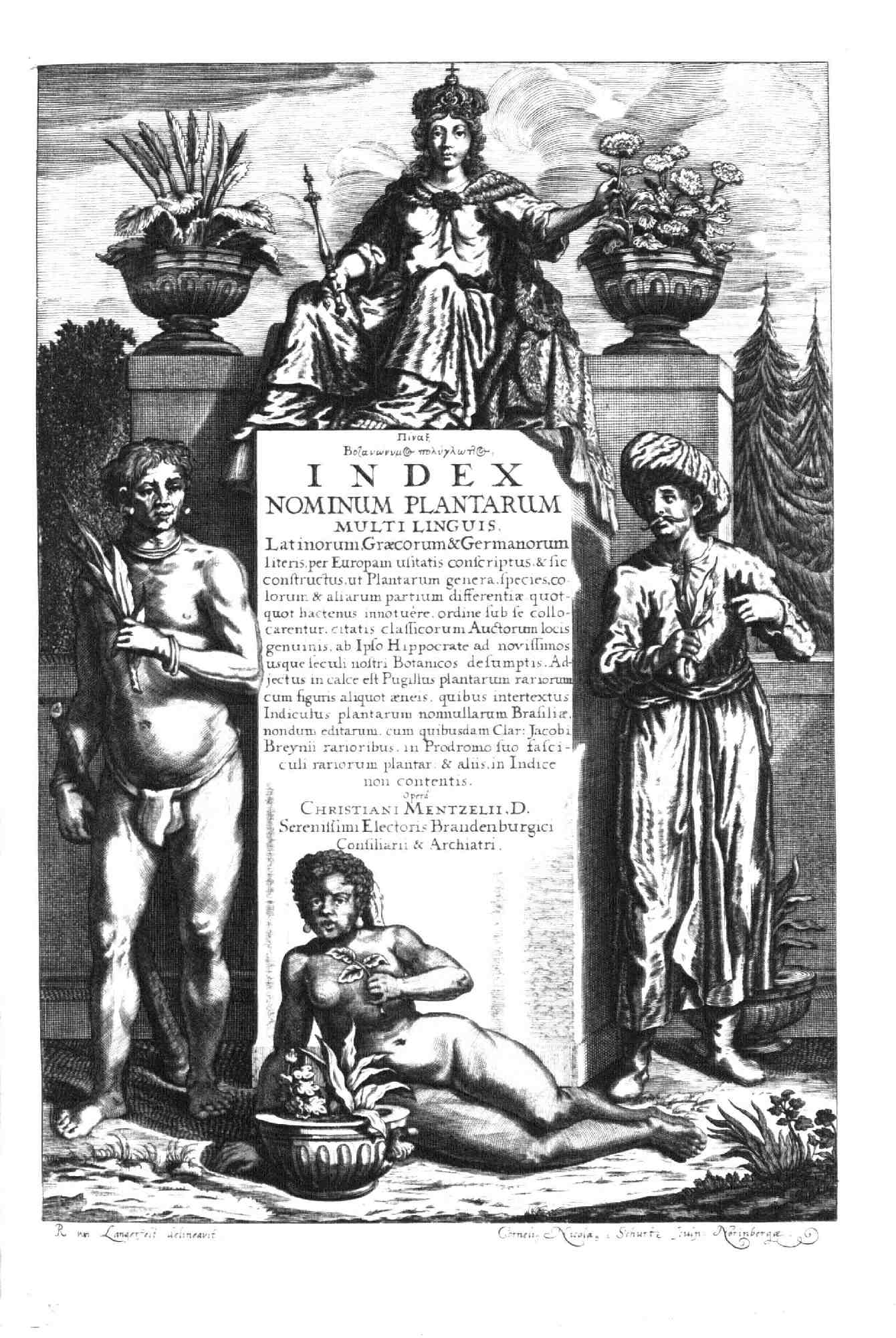
Frontispicio da 1ª ed. de Lexicon plantarum polyglottum universale, Berlim 1682

Charles Plumier lhe dedicou em 1737 o gênero Mentzelia da família Loasaceae . Em 1753 Carl von Linné confirmou a homenagem.

## Pulicações
- Index nominum plantarum universalis, Diversis Terrarum, Gentiumque Linguis quotquot ex Auctoribus ad singula Plantarum Nomina excerpi & juxta seriem A.B.C. collocari potuerunt, ad Unum redactus, videlicet: Europæorum Latinâ sive veter Romanâ, Græcâ ... Asiaticorum, Hebræâ, Chaldaicâ, Syriacâ, Arabicâ, Turcicâ cum sua Tripolitana &c... Africanorum Aegyptiacâ, Aethiopicâ, Mauritanicâ sive Barbaricâ ... Americanorum, Brasilianâ, Virginianâ, maexicanâ & adjacantium populorum ... Characteribus Latinorum, Graecorum & Germanorum ... Berolini, Ex officina Rungiana, 1682